# Mathieu Raynal
Mathieu Raynal (Perpinyà, 9 d'agost de 1981) és un exjugador i àrbitre internacional de rugbi nord-català. És un dels quatre àrbitres internacionals de la Federació Francesa de Rugbi XV, juntament amb Jérôme Garcès, Romain Poite i Pascal Gaüzère.

## Carrera com a jugador
Jugà amb l'USAP i fou part de l'exitós equip júnior de 1998 que guanyà el Campionat de França. L'any 2001 s'uní a la societat local d'àrbitres, mentre representava el primer equip de rugbi a 15 de la Universitat de Perpinyà.

## Carrera com a àrbitre
A l'edat de 25, havia oficiat partits de rugbi amateur al Fédérale 3, Fédérale 2 i Fédérale 1, per després ser promogut a Pro D2, la segona divisió francesa de rugbi a 15. El seu primer partit com a professional de l'arbitratge fou entre el FC Grenoble rugby i el RC Toulon a la temporada 2006-07 de la Pro D2, i per la temporada següent fou escollit per a lliga Top 14. La International Rugby Board el nomenà entre els arbitres que xiularien el Campionat del Món juvenil de rugbi de 2011 a Itàlia, del que va arbitrar quatre partits: Itàlia sub-20 contra Argentina sub-20, Sud-àfrica sub-20 contra Escòcia sub-20, Escòcia sub-20 contra Tonga sub-20, i la disputa pel 9è lloc entre Escòcia sub-20 i Argentina sub-20.
El primer partit de test com a cap oficial fou entre Malta i Països Baixos a la European Nations Cup de 2008-10. No obstant això, el seu primer partit en el càrrec d'un dispositiu de nivell 1, fou el partit de la Tardor internacional del 24 de novembre de 2012 entre Escòcia i Tonga a Aberdeen. Una setmana abans arbitrà el xoc entre Anglaterra i Austràlia com a jutge lateral.